# Siyabonga Mpontshane
Siyabonga Mpontshane (sinh ngày 17 tháng 4 năm 1986 ở Ngwavuma, KwaZulu-Natal) là một cầu thủ bóng đá người Nam Phi, thi đấu ở vị trí thủ môn cho Orlando Pirates.

## Sự nghiệp thi đấu
Mpontshane ký hợp đồng với đội bóng tại National First Division Nathi Lions năm 2010 và có màn ra mắt trong chiến thắng 3-2 trước Mpumalanga Black Aces vào ngày 29 tháng 8 năm 2010.